# Lissonota lissonotator
Lissonota lissonotator är en stekelart som beskrevs av Aubert 1977. Lissonota lissonotator ingår i släktet Lissonota och familjen brokparasitsteklar. Inga underarter finns listade i Catalogue of Life.